# Янгаджа
Янгаджа (Яшыл Байдак) — село в Балканском велаяте в Западной Туркмении. Расположено на Красноводском плато на юге Красноводского полуострова в 15 км к юго-востоку от посёлка Акдаш и в 30 км к востоку от города Туркменбашы на северном побережье Балханского залива. Севернее села находится одноимённый аэродром, восточнее — железнодорожная станция Министерства железнодорожного транспорта Туркмении.
В прошлом станция III класса Среднеазиатской железной дороги на 33 версте от Красноводска, между станцией IV класса Кайлю (15 вер.) и станцией II класса Кара-Тенгир (47 вер.).
На 39-м километре железной дороги от Красноводска к Ашхабаду, между станциями Янгаджа и Кара-Тенгир были найдены обработанные кремни архаического облика. Там же найдены каменные орудия мустьерских и позднепалеотических типов. В 1949 году археологическую разведку производил Алексей Окладников, им в 1950-е годы сделаны первые находки. Часть находок орудий и ручные рубила датируются концом ашельского времени. Среди орудий здесь имеются рубила и остроконечники. Некоторые находки принадлежат нижнепалеолитическому (домустьерскому) времени. Мастерская у Янгаджи является крупной стоянкой верхнего палеолита.
Согласно Вадиму Ранову: «Мастерская у Янгаджи и некоторые отдельные находки в Южном Таджикистане вместе с известной пещерой Кара-Камар у Айбака (Афганистан) могут быть объединены в одну группу, которую можно назвать каракамарским вариантом верхнего палеолита Средней Азии. В основном характеризуется наличием нуклевидных скребков «высокой формы», грубопризматическими нуклеусами, пластинами крупных размеров. Находит аналогии в III—IV фазе верхнего палеолита Ближнего Востока».
В ходе подавления Асхабадского восстания 2 января 1920 года частями Красной Армии была взята станция Янгаджа. При отступлении Туркестанской армией был разобран путь на перегоне Янгаджа — Кайлю протяжением 11 верст и на перегоне Кайлю — Красноводск сожжено 11 мостов.
С июня 1949 года до переформирования в мае 1961 года на аэродроме в Янгадже базировался 177-й гвардейский истребительный авиационный полк. Позднее здесь был учебный центр ЗРВ, где обучались иностранные военные специалисты Сирии, Вьетнама и других стран. В период арабо-израильского конфликта в Янгадже в 1969 году формировалась 18-я особая зенитно-ракетная дивизия. Здесь готовилась вторая бригада, которой командовал подполковник Н. А. Руденко, сколачивали подразделения бригады и отстреливали полученную технику.